# Boris Ignatjew
Boris Pietrowicz Ignatjew (ros. Борис Петрович Игнатьев, ur. 5 grudnia 1940 w Moskwie) – rosyjski piłkarz, grający na pozycji pomocnika, trener piłkarski. Wieloletni szkoleniowiec juniorskich i młodzieżowych reprezentacji Związku Radzieckiego oraz Rosji. W latach 1996–1998 prowadził pierwszą reprezentację Rosji, z którą nie udało mu się awansować do Mistrzostw Świata 1998.

## Kariera piłkarska
W 1956 rozpoczął występy w drużynie juniorów moskiewskiego Spartaka. W dorosłym futbolu bronił barw zespołów z niższych lig z różnych regionów ZSRR. Karierę zakończył w 1972.

## Kariera szkoleniowa
Pracę trenera rozpoczął w 1973 we Włodzimierzu nad Klaźmą jako asystent pierwszego trenera w miejscowym Torpedzie. W 1976 został zatrudniony przez radziecką federacją piłkarską. Przez kilkanaście kolejnych lat pracował z juniorskimi reprezentacjami Związku Radzieckiego jako asystent i pierwszy trener. Jego największym sukcesem było wywalczenie Mistrzostwa Europy w kategorii U-19 w 1988.
Na przełomie lat 80. i 90. przez pewien czas pracował w Zjednoczonych Emiratach Arabskich i Iraku, po czym wrócił do Związku Radzieckiego, gdzie objął funkcję selekcjonera reprezentacji olimpijskiej. Po rozpadzie ZSRR w 1991 rozpoczął pracę z rosyjską drużyną narodową. Początkowo prowadził ekipę młodzieżową, a następnie został członkiem sztabu szkoleniowego pierwszej reprezentacji. Współpracował z kolejnymi selekcjonerami, Pawłem Sadyrinem i Olegiem Romancewem. Tego ostatniego zastąpił w 1996 na stanowisku selekcjonera reprezentacji po nieudanych Mistrzostwach Europy 1996. W grupie eliminacyjnej do Mundialu 1998 prowadzona przez niego drużyna Rosji zajęła drugie miejsce, przegrywając zmagania o bezpośredni awans z Bułgarią. W barażu lepsi od Rosjan okazali się Włosi (remis 1:1 w Moskwie i wygrana Włoch 1:0 w Neapolu). Mimo porażki w eliminacjach Ignatiew pozostał na stanowisku selekcjonera do lipca 1998, kiedy to został zastąpiony przez Anatolija Byszowca.
W następnych latach Ignatiew pracował jako trener w Torpedzie-ZIŁ Moskwa, z którym awansował do rosyjskiej ekstraklasy w 2000 oraz Saturnie Ramienskoje. Szkolił również piłkarzy chińskiego Shandong Luneng. Był także konsultantem w Ałanii Władykaukaz oraz dyrektorem sportowym dwóch moskiewskich klubów: Lokomotiwu i Dynama.